# Apan
Apan es una localidad, cabecera del municipio de Apan en el estado de Hidalgo en México. En 2020 registró una población de 46 681 personas, el 62.60 % de la población municipal.
En 1520 durante la conquista el municipio de Apan fue uno de los primeros lugares sometidos al dominio español. En 1824 se transformó en Ayuntamiento cabecera de distrito al promulgarse la 'Ley Orgánica Provisional para el Arreglo del Estado Libre e Independiente de México'.

## Historia

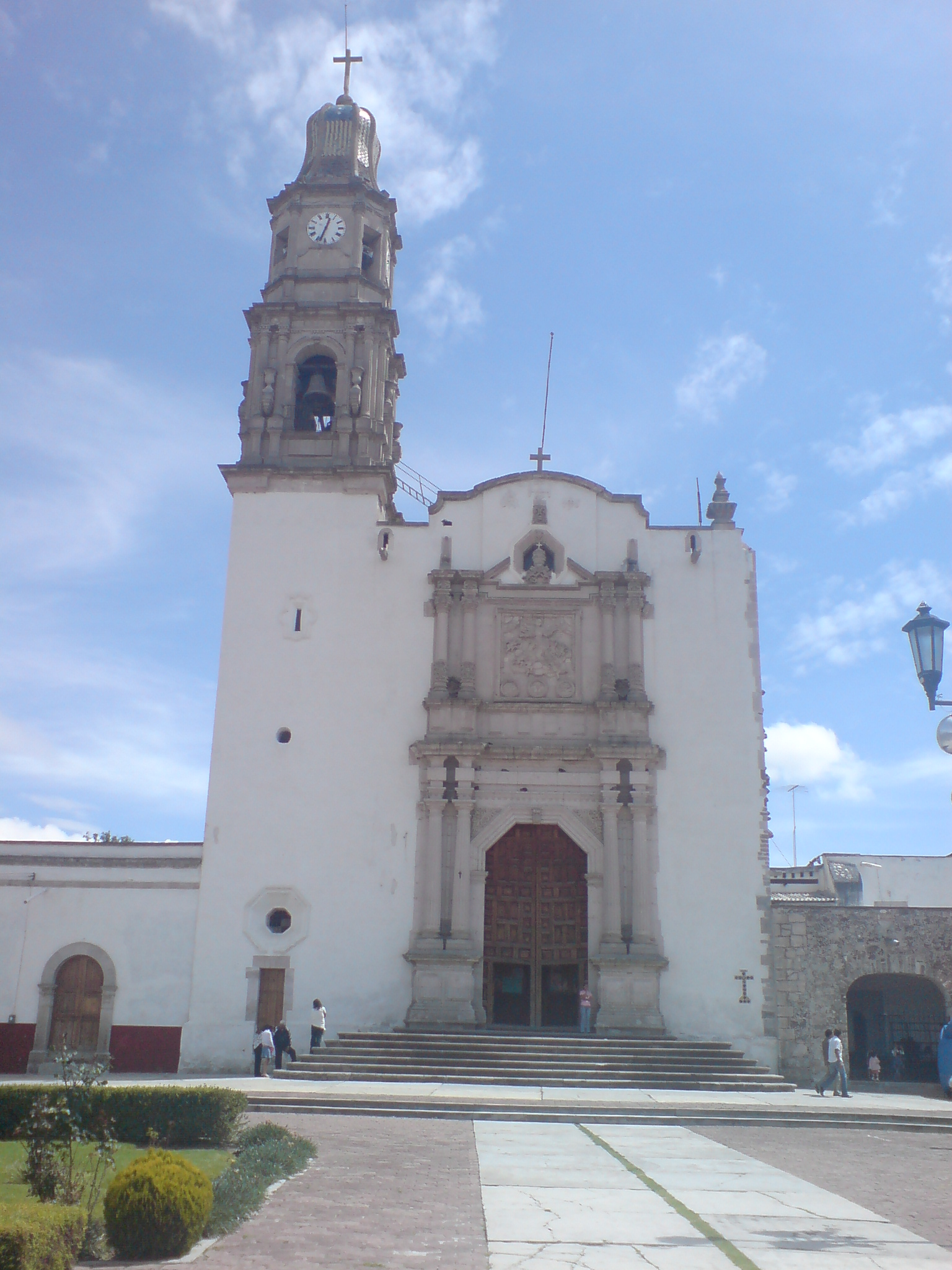
Iglesia del Sagrado Corazón de Jesús y la Asunción de María

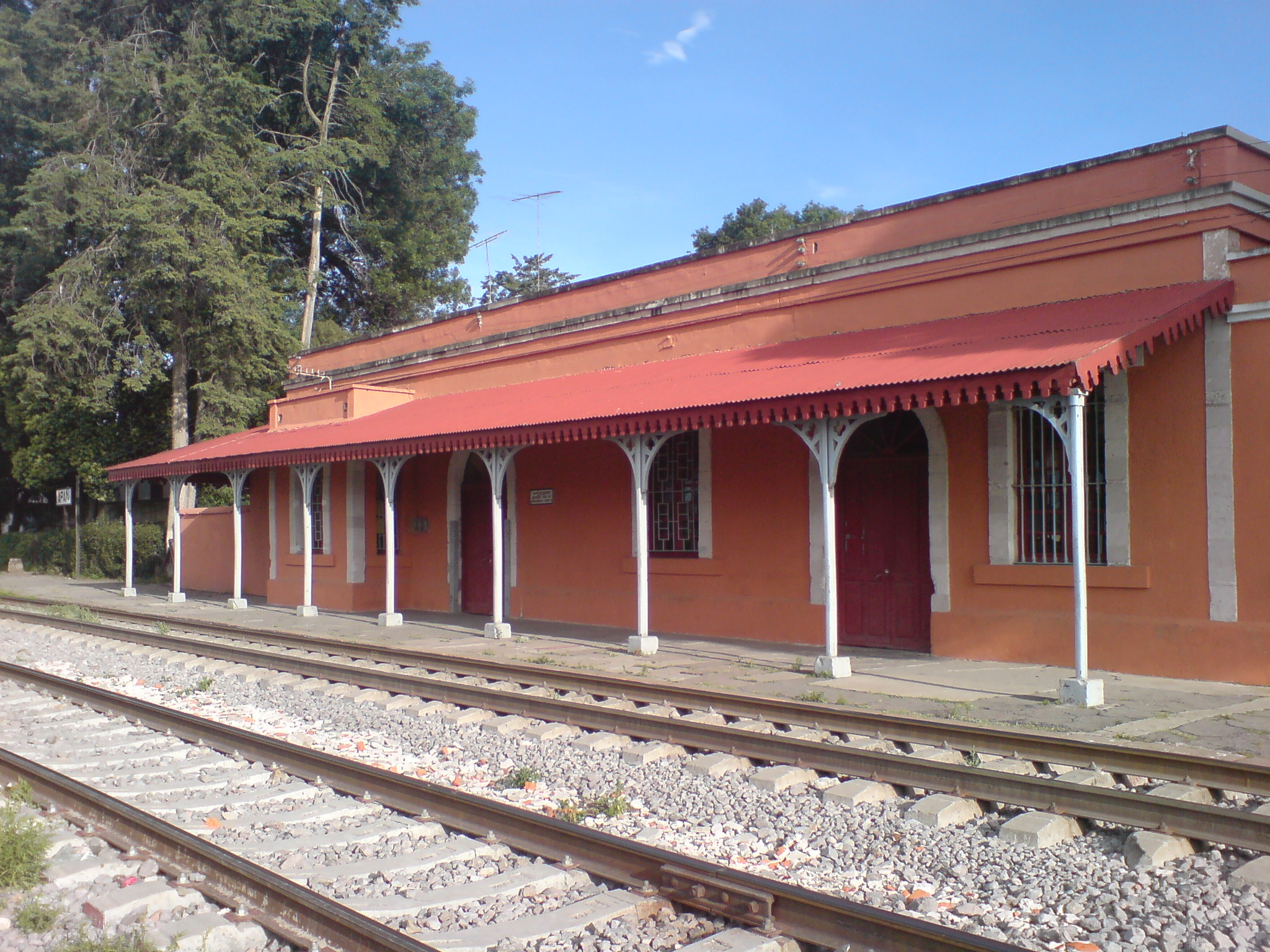
Estación del ferrocarril

### Época prehispánica
Los vestigios arqueológicos parecen indicar que la comarca fue ocupada por una colonia de Teotihuacán, que extendió sus dominios por el centro del país entre los años 300 y 650 d. C. Tiempo después, durante el siglo IX, esta zona fue ocupada por toltecas de Tula. Finalmente, la zona fue ocupada hacia el siglo XV por el señorío de Texcoco, que formaba parte de la Triple Alianza (en unión de Tlacopan y México-Tenochtitlán).

### La Conquista
Durante la época de la Conquista, Apan fue uno de los primeros lugares sometidos al dominio español, ya que el conquistador Hernán Cortés, al huir del ejército mexica (después de la "noche Triste"), en su camino hacia Tlaxcala, tomó posesión de la población de Llanos de Apan. Este acontecimiento ocurrió el 7 de junio de 1520.

### Época del Virreinato
Durante el virreinato, Apan comenzó a tener importancia, ya que anteriormente aparecía como subordinada a la localidad de Tepeapulco, de la que dependía eclesiástica y políticamente. Sin embargo, en 1577 ocurrió una terrible epidemia de Matlazahuatl, que disminuyó la población de Tepeapulco, lo que motivó al cambio de residencia del alcalde mayor a Apan. La jurisdicción comprendía entonces los partidos de Tlanalapa, Almoloya y Tepeapulco.

### sigloXVII
En el siglo XVII, se establecieron haciendas importantes como las de Chimalpa, Mimiahuapan, Tetlapayac, Ocotepec y Tlaloyote, entre otras. Las haciendas dedicadas a la producción de pulque se favorecieron de la mano de obra de la región, debido a que los trabajadores emigraron desde otros sitios menos productivos, con lo que se generó un aumento de la población en la región. A finales del virreinato, Apan se había constituido en una de las más importantes poblaciones del altiplano central del país, convertido en productor de semillas y de ganado menor que se consumían en varios mercados locales, así como en la Ciudad de México.

### Guerra de Independencia
Con la guerra de Independencia, pronto se vieron las consecuencias en la producción de pulque, de semillas y de ganado de las haciendas, pertenecientes a muchos vecinos acomodados de México, y el virrey terminó por designar una fuerza en aquella dirección. En los primeros días del mes de noviembre de 1814, Apan fue atacado por los insurgentes, que trataban de expulsar la guarnición realista, comandada por el sargento mayor José Barradas, quien resistió con valor las acometidas de la caballería insurgente; sin embargo, los realistas terminaron por verse obligados a encerrarse en la parroquia. Mientras los insurgentes incendiaban varias casas del pueblo, el general del Ejército del Sur, Moreno Daciz, retrocedió prontamente al socorro de Apan, y murió en el lugar el brigadier insurgente Mariano Ramírez, lo que desorganizó a los asaltantes de Apan, que tuvieron que retirarse. El 1 de marzo de 1815 fue fusilado en Apan el insurgente José Luis Rodríguez Alconedo, quien además fue un pintor renombrado.

### México independiente
En el México independiente, Apan se transformó en Ayuntamiento, cabecera de distrito, al promulgarse la Ley Orgánica Provisional para el Arreglo del Estado Libre e Independiente de México, el 2 de marzo de 1824, categoría que le fue respetada de conformidad con la Constitución del Estado de México (que integraba en ese entonces a los actuales estados de México, Hidalgo, Morelos, Guerrero y el Distrito Federal) de 1827. Siguió perteneciendo al Estado de México durante las primeras décadas del siglo XIX. Durante la segunda intervención francesa (1862-1867), en plena guerra contra el Imperio de Maximiliano, Benito Juárez dividió el estado de México, el 7 de junio de 1862, en tres distritos militares, a fin de facilitar las operaciones en contra de los conservadores. Luego, el 16 de enero de 1869, el presidente elevó a categoría de Estado al segundo distrito militar con el nombre de Hidalgo, y Apan se convirtió en uno de los once distritos que conformaron la nueva entidad. Apan tendría subordinada a la municipalidad de Tepeapulco hasta 1917, cuando se promulgó la Constitución Política de los Estados Unidos Mexicanos de 1917 y se deslindaron ambos municipios.

### sigloXIX
A mediados del siglo XIX, los productores agrícolas se beneficiaron con la construcción de la línea ferroviaria que uniría la capital del país con el puerto de Veracruz. El principal negocio beneficiario fue la comercialización del pulque que, con la llegada del ferrocarril, se realizaría más rápida y segura; así se abrían nuevos mercados en Puebla y Veracruz. En 1866, la primera línea ferroviaria del país, el Ferrocarril Mexicano, unía la Ciudad de México con Apan; en 1867, el ferrocarril llegaría hasta Apizaco, Tlaxcala. Finalmente, en 1874 se inauguró la línea México-Veracruz.

### El Porfiriato

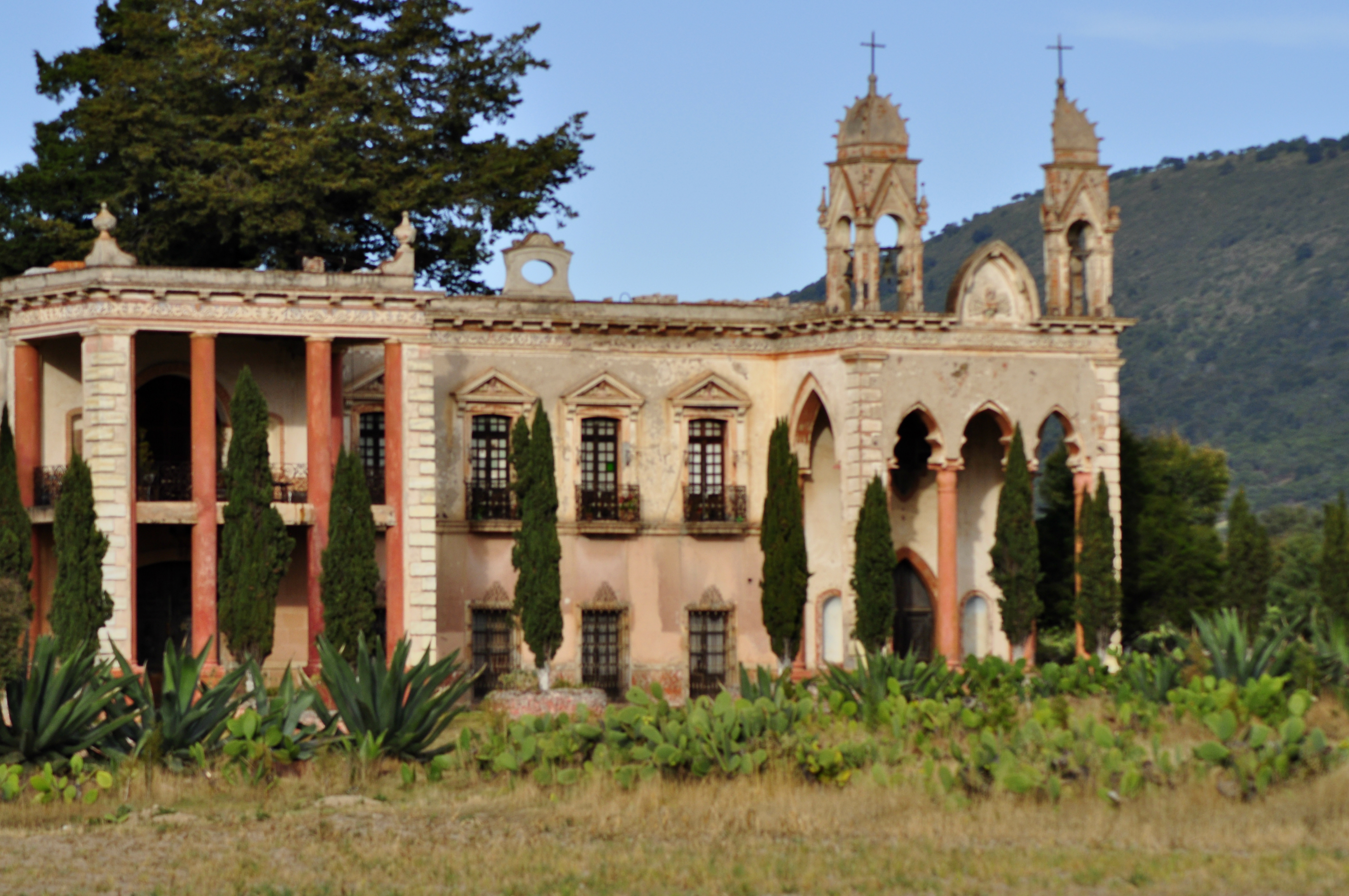
Hacienda San Diego Tlalayote.

La situación de la comarca continuó en franco desarrollo; la industria pulquera se convirtió en fuente de ingresos para gran número de sus habitantes, en tanto que las otras actividades económicas (como el cultivo de cereales y la ganadería menor), mantuvieron su ritmo de crecimiento. Fue durante el porfiriato la época de mayor expansión comercial y crecimiento económico y social para la localidad de Apan, debido a que la mayoría de hacendados, propietarios de las fincas pulqueras, habían consolidado el negocio en las pulquerías de la capital del país, y conformaron un monopolio de esta bebida a inicios del siglo XX, conocido como la Compañía Expendedora de Pulques (en 1909). Porfirio Díaz visitó frecuentemente la zona de Apan con motivo de su afición por la cacería.

### La Revolución mexicana
Durante la Revolución mexicana (1910), los dueños de muchas haciendas cambiaron su residencia a otras ciudades como la Ciudad de México, Puebla, Tulancingo o Pachuca, y encargaron sus negocios a sus administradores de confianza debido a la situación que prevalecía en el país, lo que ocasionó una crisis en la organización productiva. Por otra parte, era frecuente que los grupos revolucionarios, que cruzaban por la zona, impusieran préstamos forzosos a los administradores en dinero o especie, los cuales jamás serían devueltos. Finalmente, la caótica situación del país se reflejó en la economía, y se redujeron así los mercados para los productos de la región, y el mercado del pulque fue el que se redujo más considerablemente.

## Geografía

### Ubicación
Está situado a 92.6 km de la Ciudad de México, por la línea del ferrocarril mexicano y a solo 64 km de Pachuca de Soto. Se localiza en la región de los llanos de Apan; le corresponden las coordenadas geográficas 19°42′36″ de latitud norte y 98°27′7″ de longitud oeste, con una altitud de 2488 m s. n. m.

### Relieve e hidrografía
En cuanto a fisiografía se encuentra dentro de la provincia del Eje Neovolcánico, dentro de la subprovincia de Lagos y Volcanes de Anáhuac; su terreno es de llanura y lomerío.  En lo que respecta a la hidrografía se encuentra posicionado en la región del Pánuco, dentro de la cuenca del río Moctezuma, y en la subcuenca de lagunas Tochac y Tecocomulco.

### Clima
La estación meteorológica de la ciudad de Apan tras 23 años de observación ha estimado que la temperatura anual promedio en el municipio es de aproximadamente 14.4 °C.
| Parámetros climáticos promedio de Apan        | Parámetros climáticos promedio de Apan | Parámetros climáticos promedio de Apan | Parámetros climáticos promedio de Apan | Parámetros climáticos promedio de Apan | Parámetros climáticos promedio de Apan | Parámetros climáticos promedio de Apan | Parámetros climáticos promedio de Apan | Parámetros climáticos promedio de Apan | Parámetros climáticos promedio de Apan | Parámetros climáticos promedio de Apan | Parámetros climáticos promedio de Apan | Parámetros climáticos promedio de Apan | Parámetros climáticos promedio de Apan |
| Mes                                           | Ene.                                   | Feb.                                   | Mar.                                   | Abr.                                   | May.                                   | Jun.                                   | Jul.                                   | Ago.                                   | Sep.                                   | Oct.                                   | Nov.                                   | Dic.                                   | Anual                                  |
| --------------------------------------------- | -------------------------------------- | -------------------------------------- | -------------------------------------- | -------------------------------------- | -------------------------------------- | -------------------------------------- | -------------------------------------- | -------------------------------------- | -------------------------------------- | -------------------------------------- | -------------------------------------- | -------------------------------------- | -------------------------------------- |
| Temp. máx. abs. (°C)                          | 27.0                                   | 28.0                                   | 31.0                                   | 32.5                                   | 33.0                                   | 32.0                                   | 29.5                                   | 29.0                                   | 28.5                                   | 28.5                                   | 27.0                                   | 26.0                                   | 33.0                                   |
| Temp. máx. media (°C)                         | 20.8                                   | 22.3                                   | 24.4                                   | 26.1                                   | 26.5                                   | 25.2                                   | 23.9                                   | 23.7                                   | 22.6                                   | 21.7                                   | 21.5                                   | 21.1                                   | 23.3                                   |
| Temp. media (°C)                              | 10.4                                   | 11.9                                   | 13.9                                   | 16.0                                   | 16.8                                   | 16.8                                   | 15.8                                   | 15.7                                   | 15.2                                   | 13.7                                   | 11.9                                   | 10.9                                   | 14.1                                   |
| Temp. mín. media (°C)                         | 0.1                                    | 1.6                                    | 3.5                                    | 5.9                                    | 7.2                                    | 8.4                                    | 7.7                                    | 7.6                                    | 7.8                                    | 5.6                                    | 2.4                                    | 0.6                                    | 4.9                                    |
| Temp. mín. abs. (°C)                          | -9.0                                   | -8.0                                   | -7.5                                   | -3.0                                   | 1.0                                    | 2.0                                    | 2.0                                    | 2.0                                    | -2.0                                   | -6.0                                   | -7.0                                   | -8.5                                   | -9.0                                   |
| Precipitación total (mm)                      | 10.5                                   | 12.9                                   | 17.7                                   | 40.4                                   | 59.3                                   | 103.5                                  | 103.5                                  | 98.8                                   | 92.3                                   | 54.4                                   | 18.5                                   | 6.0                                    | 618.2                                  |
| Días de precipitaciones (≥ 0.1 mm)            | 2.2                                    | 2.5                                    | 4.1                                    | 7.1                                    | 9.5                                    | 12.8                                   | 14.7                                   | 14.1                                   | 13.3                                   | 8.4                                    | 3.0                                    | 1.5                                    | 93.2                                   |
| Fuente: Servicio Meteorológico Nacional. 2015 |                                        |                                        |                                        |                                        |                                        |                                        |                                        |                                        |                                        |                                        |                                        |                                        |                                        |

## Demografía
De acuerdo con el Censo de Población y Vivienda 2020 del INEGI; la ciudad tiene una población de 28 792 habitantes, lo que representa el 77.24 % de la población municipal. De los cuales 13 504 son hombres y 15 288 son mujeres; con una relación de 88.33 hombres por 100 mujeres.
Las personas que hablan alguna lengua indígena, es de 55 personas, alrededor del 0.19 % de la población de la ciudad. En la ciudad hay 383 personas que se consideran afromexicanos o afrodescendientes, alrededor del 1.33 % de la población de la ciudad.
De acuerdo con datos del censo INEGI 2020, unas 23 527 declaran practicar la religión católica; unas 2166 personas declararon profesar una religión protestante o cristiano evangélico; 47 personas declararon otra religión; y unas 3006 personas que declararon no estar adscritas en una religión pero ser creyentes.
| Gráfica de evolución demográfica de Apan entre 1900 y 2020                                   |
|                                                                                              |
| Población de los censos y conteos del Instituto Nacional de Estadística y Geografía (INEGI). |

## Cultura

### Gastronomía
La comida típica de la región consta de diversos platillos:
- Salsa con gusanos de maguey en sus dos variedades: el rojo y el blanco;
- Los hongos del maguey;
- Los tlacoyos de alverjón, de frijol y de haba;
- Los escamoles, larvas de hormigas en las raíces del maguey;
- Los chinicuiles, pequeños gusanos rojos;
- Los mixiotes, bolitas de carne de res o borrego con diferentes tipos de chile rojo de la región y cocida dentro de esferas de epitelio de las hojas del maguey;
- La sopa de cascabel, con cuadritos de carne de la venenosa serpiente, y a la que se le atribuyen propiedades curativas;
- La barbacoa de borrego, cocida en pozo envuelta en pencas de maguey.

### Feria del Maguey y la Cebada
En Apan se celebra año con año la Feria Internacional del Maguey y la Cebada, la cual se lleva a cabo durante los días previas y posteriores a la Semana Santa, en los meses de marzo o abril. Hasta el 2006, la feria se realizaba en el centro de la ciudad; desde 2007 se lleva a cabo en las instalaciones de la unidad deportiva. Desde 2010 se regresó la feria al centro de la ciudad. 
En el marco de esta feria y coincidiendo con el Viernes Santo se representa el tradicional viacrucis en la calle Hidalgo, desde la parroquia hasta la capilla de la colonia "El Calvario".

## Hermanamientos
La localidad de Apan, mantiene hermanamientos con las siguientes ciudades:
- Matanzas, Cuba (2001)[15]
- Acapulco, México (2022)[16]